# Toter Mann (Grenzpunkt)

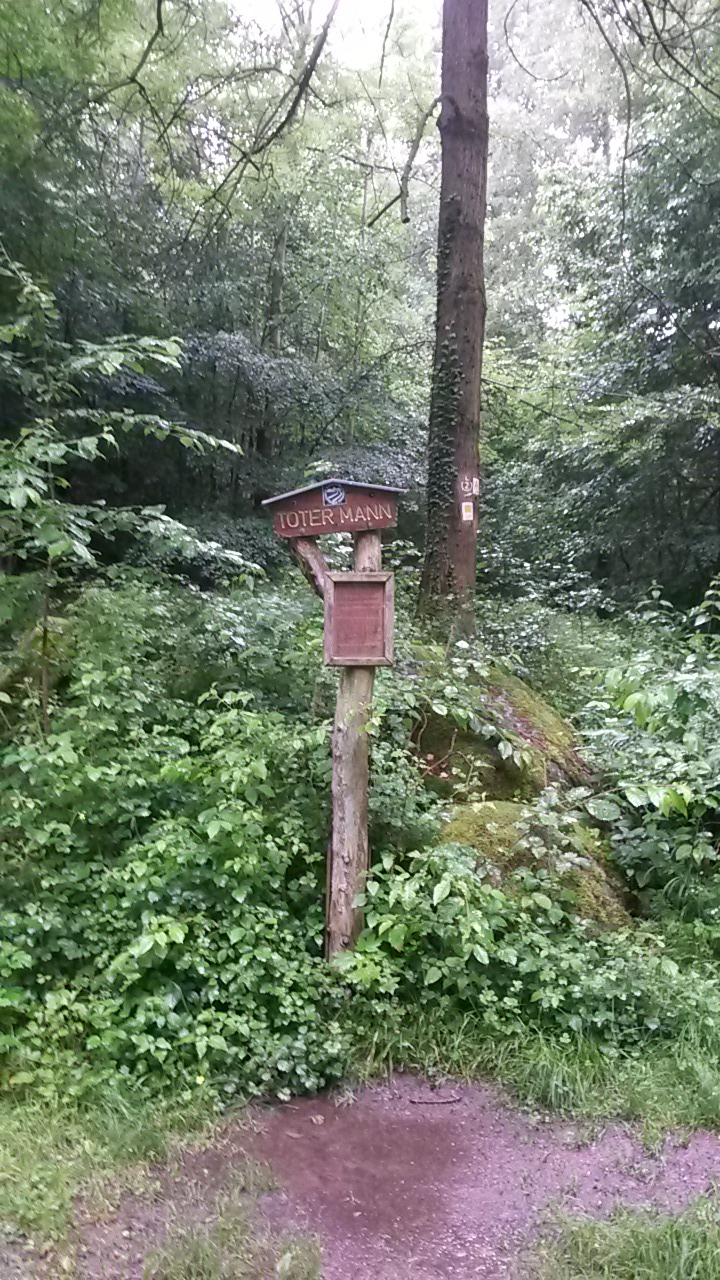
Wegpunkt „Toter Mann“ mit Informationstafel. Der auffallend längliche Stein der einem toten Mann ähnelt, befindet sich etwa 3 m hinter dieser Informationstafel.

Der „Tote Mann“ ist ein ehemaliger Grenzpunkt, der sich auf 308 m ü. NN in einer bewaldeten Berghöhe der Elmshäuser Gemarkung (Ludwigshöhe (312 m ü. NN)) zwischen Hochstädten (Bensheim) und Elmshausen (Lautertal) befindet.
Diese Stelle liegt direkt an einem Hauptwanderweg, der in Richtung Schönberg (Bensheim) verläuft. In unmittelbarer Nähe zu dieser Landmarke (auffallender länglicher Stein) befindet sich eine kleine Schutzhütte für Wanderer und ein Downhill-Trail.

## Sage um den toten Mann
Laut der Sage soll im Jahr 1555 ein Nikolaus Glock mit seiner Ehefrau zwischen der Grafschaft Erbach-Schönberg und der Landgrafschaft Hessen-Darmstadt zum Holzsammeln in den Wald gegangen sein. Das Ehepaar geriet dabei in Streit und die Ehefrau erschlug mit ihrem Beil ihren Mann, so dass der Mann mit dem Kopf auf Erbach-Schönberger Gemarkung und mit dem anderen Teil seines Körpers auf Hessisch-Darmstädter Gemarkung lag. Da das Reichskammergericht nicht wusste, in welcher Grafschaft die Frau hingerichtet werden sollte, musste sie immer zwischen dem Erbach-Schönberger Kerker und dem Hessischen wechseln. Irgendwann wurde das Hin und Her zu teuer und man verhalf der Mörderin zur Flucht aus dem Kerker. Man sagt, dass man sie noch heute nachts am „Toten Mann“ jammern und klagen hören kann.